# Gunter Pauli
Gunter Pauli (1956, Amberes, Bélgica) es un emprendedor belga, autor del libro La Economía Azul. Actualmente vive desde 1994 en Japón. Tiene seis hijos . Habla siete idiomas y ha vivido en cuatro continentes.

## Formación académica
En Bélgica fue donde estudió Economía, precisamente en KU Leuven, además de un MBA (Maestría en Administración y Dirección de Empresas) en INSEAD, Francia. También obtuvo el doctorado honorario en diseño sistemático del Instituto Politécnico de Turín, Italia.

## Profesión y dedicaciones
Pauli empezó a trabajar como asesor en el Club de Roma, fundado por el Doctor Aurelio Peccei, del cual Pauli escribió su primer libro, la biografía de Aurelio Peccei.
Después, montó una empresa de fabricación de jabones y otros productos de higiene a partir de recursos naturales. Pero al descubrir que la extracción de estos recursos naturales era perjudicial para algunas razas animales, optó por la investigación para encontrar alternativas que respetaran al medio ambiente en su conjunto.
Entonces él tuvo la iniciativa de “Zero Emissions Research and Initiatives” en Tokio con el apoyo del Gobierno japonés y UNU, Universidad de Naciones Unidas, donde se investiga la producción y posterior consumición, teniendo en cuenta e inspirándose con la naturaleza, es decir sistemas industriales que la naturaleza utiliza.
En el año 1989 fue escogido para ocupar un asiento en el Parlamento europeo como político independiente, pero nunca llegó a ocupar semejante puesto.
Cabe destacar que es muy amigo del pacifista indio, Satish Kumar, partidario del desarme nuclear y de otros proyectos importantes.

## Publicaciones
Hay que destacar un libro escrito por él, titulado La Economía Azul. Donde explica alrededor de 100 innovaciones que él mismo investigó. Estas innovaciones tratan de explicar maneras sostenibles de producción de productos ecológicos o de sistemas naturales, cuya utilidad se aproveche normalmente por los animales que la habitan. Otro punto fuerte de este sistema de economía, que se ha bautizado con este mismo nombre "economía azul", es que, según Pauli, crearía 100 millones de puestos de trabajo.

### Algunas publicaciones
- International Marketing: The Importance of Image in Japan. Sophia University Press, 1983, ISBN 978-4-88168-094-0
- Aurelio Peccei: Portrait of the Founder of the Club of Rome. Pergamon Press, 1987, ISBN 0-08-034861-0
- Services: the driving force of the economy. Waterlow Press, 1987, ISBN 978-0-08-033091-4
- Towards a United Europe: 1992 and Beyond - Shaping Priorities for Successful Regional Integration. SRI International, 1990, OCLC Number 22733850
- The Second Wave: Japan's Global Assault on Financial Services (with Richard Wright). Waterlow Press, 1997, ISBN 978-0-312-01558-9
- Steering Business towards Sustainability (with Fritjof Capra). United Nations University Press, 1995, ISBN 978-0-585-20025-5
- Breakthroughs: What Business can Offer Society'. Epsilon Press, 1996, ISBN 978-1-900820-00-4
- Upsizing: The Road to Zero Emissions. Greenleaf, 1998, ISBN 978- 1874719182
- Out of the Box: 21 ways to be creative and innovative at work. Future Managers, 2004, ISBN 978-1-920019-40-2
- Upcycling. Riemann Verlag (Múnich), 1999, ISBN 978-3-570-50006-4
- The Blue Economy. Paradigm Publishers, 2010, ISBN 978-0-912111-90-2